# Márk Karsai
Márk Karsai (* 1981 in Nyíregyháza, Ungarn) ist ein ungarischer Pianist und selbstständiger Klavierlehrer.

## Leben
Mark Karsai wurde 1981 in Nyíregyháza in Ungarn geboren und wuchs dort auf, zog für sein Studium nach Budapest und lebt heute in Heikendorf, bei Kiel in Deutschland. Vom 3. Lebensjahr an erhielt er Klavierunterricht von seiner Schwester Gabriella. Seine Karriere startete im Jahr 1992 in Ungarn, wo er als Gewinner des VI. Landeswettbewerbes der ungarischen Musikschulen den Jeunesses-Musicales Sonderpreis erwarb. 1993 trat Mark Karsai bei der internationalen Unicef-Gala in der Budapester Oper auf und wurde im gleichen Jahr Gewinner des ersten Preises bei dem internationalen Klavier-Wettbewerb in Usti Nad Labem in der Tschechoslowakei.
Einen weiteren Soloauftritt absolvierte er am 11. Juni 1993 beim Galaabend im Budapester historischen Museum zu Gunsten des Ungarischen Roten Kreuzes, an dem u. a. auch Prinzessin Katalin Windisch-Graetz und Ministerpräsident József Antal teilnahmen. 1994 folgte ein Auftritt auf dem Weltmusiktag mit den Debrecener Philharmonikern in Debrecen (Ungarn) und am 20. Oktober 1995 ein Eröffnungskonzert der Veranstaltung „Am Tor zum Erfolg“ mit Unterstützung von Douwe Egberts. Mit weiteren Konzerten 1996 in Rom, einem Soloabend im Februar 1997 in Genf mit Live-Übertragung des Radiosenders „Espace“ und einem Auftritt beim Marathon-Konzert des öffentlich-rechtlichen Fernsehsenders Duna-TV unter anderen mit Zoltán Kocsis und Tamás Vásáry am 31. März des gleichen Jahres, begeisterte Karsai seine Zuschauer.
Am 18. April 1997 zeigte er sein Können bei einem Auftritt auf dem György Cziffra Gedenkkonzert unter dem Patronat von Jacques Chirac in Senlis (Frankreich).
Als Stipendiat von György Cziffra spielte er zudem diverse Konzerte in Paris.
2002 spielte Karsai gemeinsam mit dem Violinisten Sándor Járóka im Gebäude des ungarischen Außenministeriums.
2005 schloss er sein Meisterdiplom für Pädagogik und Konzertexamen an der Musikuniversität Franz Liszt in Budapest bei István Lantos und Balázs Szokolay mit Abschlussnote 1,0 ab.
Den Meisterkurs absolvierte er bei András Schiff.
2012 gründete Mark Karsai seine eigene Klavierschule und lebt mit seiner Familie in Heikendorf, Deutschland.

## Auszeichnungen und Preise
- Dezember 2005 zum Steinway Artist ernannt[5]
- 5. Februar 2004: „Musiker der Woche“ beim ungarischen Bartók-Radio
- 25. Oktober 1996: Dritter Platz beim in Japan ausgerichteten, internationalen Klavierwettbewerb „Ervin Nyíregyházi“
- 5. November 1994: Erster Platz beim internationalen Wettbewerb in Usti-Nad-Labem (Tschechien)
- 1992: Erster Platz und Jeunes-Sonderpreis beim VI. Landes-Klavierwettbewerb der ungarischen Musikschulen

## Repertoire
Karsai, der bereits früh als Wunderkind gefeiert wurde, gilt als ein renommierter Interpret der Musik von Liszt, Mozart, Tschaikowski und Chopin.

## Auftritte
- 2. Mai 2011: Soloauftritt beim Franz Liszt Gedenkkonzert im Festsaal der ungarischen Akademie der Wissenschaften (MTA) mit Edit Klukon und Dezsö Ránki
- 11. Februar 2005: Soloauftritt im Festsaal der ungarischen Akademie der Wissenschaften (MTA) – dort wurde eine CD-Aufnahme mitgeschnitten
- 15. Juni 2004: Auftritt als Repräsentant Ungarns auf dem exklusiven Galaabend aus Anlass des EU-Beitritts des Landes im Festsaal des Wiener Konzerthauses
- 27. März 2002: Auftritt mit Sándor Járóka (Violine) im Gebäude des ungarischen Außenministeriums
- 16. März 1998: Soloabend im großen Saal der ungarischen Musikakademie
- November 1997: Diverse Soloauftritte in Kanada
- Juli 1997: Diverse Auftritte als Cziffra - Stipendiat in Paris
- 18. April 1997: Auftritt beim György Cziffra Gedenkkonzert unter dem Patronat von Jacques Chirac in Senlis (Frankreich)
- 31. März 1997: Auftritt beim Marathon-Konzert des öffentlich-rechtlichen Fernsehsenders Duna-TV unter anderen mit Zoltán Kocsis und Tamás Vásáry
- Februar 1997: Soloabend in Genf mit Live-Übertragung des Radiosenders „Espace“
- 1996: Diverse Konzerte in Rom
- 20. Oktober 1995: Auftritt beim Eröffnungskonzert zur Veranstaltung „Am Tor zum Erfolg“ mit Unterstützung von Douwe - Egberts
- 1994: Auftritt auf dem Weltmusiktag mit den Debrecener Philharmonikern in Debrecen (Ungarn)
- 11. Juni 1993: Soloauftritt beim Galaabend im Budapester historischen Museum zu Gunsten des Ungarischen Roten Kreuzes, an dem u. a. auch Prinzessin Katalin Windisch-Graetz und Ministerpräsident József Antal teilnahmen
- 1. März 1993: Unicef-Gala Soloauftritt in der Budapester Oper

## Aufnahmen
- Liszt, Les Cloches de Geneve
- Liszt, Sonata in b minor, part 4 finale
- Händel, Rinaldo, Lascia ch’io pianga